# LV-5222
La LV-5222 és una carretera antigament anomenada veïnal, actualment gestionada per la Diputació de Lleida. La L correspon a la demarcació provincial de Lleida, i la V a la seva antiga consideració de veïnal.
És una carretera del Pallars Sobirà, de la xarxa local de Catalunya, d'7,5 quilòmetres de llargària, que té l'origen a la C-13/N-260, en terme de Sort, prop de la mateixa capital comarcal i el destí final en el poble d'Enviny, actualment del terme municipal de Sort.
En els seus 7,5 quilòmetres de recorregut puja 589,4 m.
Trepitja un sol terme municipal, el de Sort.